# Gianni Rivera
Giovanni "Gianni" Rivera (Alessandria, 18 de agosto de 1943) é um ex-futebolista italiano que atuava como meio-campista. Foi eleito o melhor jogador do Mundo em 1969 com a premiação da bola de ouro, o primeiro italiano a ganhar esse prêmio.
Rivera jogou a maior parte de sua carreira no AC Milan. Representou a seleção da Itália  60 vezes e disputou quatro Copas do Mundo (1962, 1966, 1970 e 1974), e em 1968 ganhou a Eurocopa com a Azurra e foi um dos principais jogadores da conquista da primeira Eurocopa da Itália.
Rivera é considerado um dos maiores futebolistas italianos de todos os tempos sendo o primeiro Italiano a ganhar uma bola de ouro. Rivera era um meio-campista criativo conhecido por seu estilo elegante, drible impecável e grande visão de jogo.

## Carreira

### Alessandria e AC Milan
Rivera estreou no campeonato italiano defendendo o time de sua cidade natal o Alessandria com apenas 15 anos de idade onde jogou apenas uma temporada, pois se destacou e chamou muita atenção do milan que o contratou. Foi um dos principais jogadores do Milan nos anos 60 onde conquistou inúmeros títulos: três campeonatos italiano, quatro Copas da Itália, duas Ligas dos Campeões da Europa, duas Recopas da Europa e um Mundial de clubes. Rivera encerrou a carreira como jogador e ingressou na política.

### Seleção Italiana
Fez sua estreia na Azurra (Seleção Italiana de Futebol) em 1962, aos 19 anos de idade, na vitória de 3 a 1 sobre a Bélgica, em Bruxelas. Atuou pela seleção 60 vezes e marcou 14 gols, encerrando o seu ciclo na Azurra aos 30 anos de idade, depois de ganhar a Eurocopa em 1968, competição em que formou uma dupla infernal com Sandro Mazzola, outra lenda do futebol italiano.

## Vida pessoal
Família
Em 1977 teve sua primeira filha, Nicole, com a cantora e apresentadora de televisão Elisabetta Viviani; teve outros dois filhos, em 1994 sua filha Chantal e em 1996 seu filho Gianni, de sua esposa Laura Marconi, casada em 28 de junho de 1987.

## Títulos
Milan
- Liga dos Campeões da UEFA: 1962–63, 1968–69
- Taça dos Clubes Vencedores de Taças: 1967–68, 1972–73
- Copa Intercontinental: 1969
- Série A: 1961–62, 1967–68, 1978–79
- Coppa Italia: 1961–62, 1967–68, 1978–79

Itália
- Eurocopa: 1968

### Prêmios individuais
- Ballon d'Or: 1969
- 19.º melhor jogador de futebol do século XX da IFFHS
- IFFHS ALL TIME DREAM TEAMS ITALY[3]

### Artilharias
- Serie A de 1972–73 (17 gols)